# Мохаммед Алі Аль-Осеймі
Мохаммед Алі Аль-Осеймі (англ. Mohammed Ali Al Osaimi) — еміратський дипломат. Надзвичайний і Повноважний Посол ОАЕ в Україні за сумісництвом.

## Життєпис
У 1999—2003 рр. — Надзвичайним і Повноважним Послом ОАЕ в Малайзії
У 2004—2008 рр. — Надзвичайний і Повноважний Посол ОАЕ в РФ, Україні та Білорусі.
22 січня 2004 року вручив вірчі грамоти Президенту РФ.
29 листопада 2004 року вручив вірчі грамоти Президенту Білорусі Олександру Лукашенко.
У 2008—2012 рр. — Надзвичайний і Повноважний Посол ОАЕ в Омані.